# Wereldkampioenschap superbike van Oschersleben 2003
Het wereldkampioenschap superbike van Oschersleben 2003 was de vijfde ronde van het wereldkampioenschap superbike en het wereldkampioenschap Supersport 2003. De races werden verreden op 1 juni 2003 op de Motorsport Arena Oschersleben nabij Oschersleben, Duitsland.

## Superbike

### Race 1
| Pos | Nr  | Rijder              | Constructeur | Rondes | Tijd        | Grid | Punten |
| --- | --- | ------------------- | ------------ | ------ | ----------- | ---- | ------ |
| 1   | 100 | Neil Hodgson        | Ducati       | 28     | 41:29.894   | 1    | 25     |
| 2   | 7   | Pierfrancesco Chili | Ducati       | 28     | +0.556      | 2    | 20     |
| 3   | 52  | James Toseland      | Ducati       | 28     | +12.965     | 3    | 16     |
| 4   | 55  | Régis Laconi        | Ducati       | 28     | +16.630     | 5    | 13     |
| 5   | 9   | Chris Walker        | Ducati       | 28     | +16.754     | 4    | 11     |
| 6   | 99  | Steve Martin        | Ducati       | 28     | +38.142     | 6    | 10     |
| 7   | 20  | Marco Borciani      | Ducati       | 28     | +43.496     | 13   | 9      |
| 8   | 31  | Vittorio Iannuzzo   | Suzuki       | 28     | +45.452     | 9    | 8      |
| 9   | 19  | Lucio Pedercini     | Ducati       | 28     | +50.154     | 11   | 7      |
| 10  | 15  | Giovanni Bussei     | Yamaha       | 28     | +51.218     | 16   | 6      |
| 11  | 6   | Mauro Sanchini      | Kawasaki     | 28     | +1:04.353   | 14   | 5      |
| 12  | 4   | Troy Corser         | Petronas     | 28     | +1:10.643   | 12   | 4      |
| 13  | 35  | Nello Russo         | Ducati       | 27     | +1 ronde    | 17   | 3      |
| 14  | 28  | Serafino Foti       | Ducati       | 27     | +1 ronde    | 18   | 2      |
| 15  | 23  | Jiří Mrkývka        | Ducati       | 27     | +1 ronde    | 20   | 1      |
| 16  | 16  | Sergio Fuertes      | Suzuki       | 27     | +1 ronde    | 21   |        |
| 17  | 36  | Dag Steinar Sundby  | Yamaha       | 27     | +1 ronde    | 22   |        |
| DNF | 8   | James Haydon        | Petronas     | 14     | Ongeluk     | 23   |        |
| DNF | 91  | Walter Tortoroglio  | Honda        | 10     | Uitgevallen | 19   |        |
| DNF | 11  | Rubén Xaus          | Ducati       | 9      | Ongeluk     | 8    |        |
| DNF | 33  | Juan Borja          | Ducati       | 4      | Ongeluk     | 10   |        |
| DNF | 5   | Ivan Clementi       | Kawasaki     | 1      | Ongeluk     | 15   |        |
| DNF | 10  | Gregorio Lavilla    | Suzuki       | 0      | Ongeluk     | 7    |        |

### Race 2
| Pos | Nr  | Rijder              | Constructeur | Rondes | Tijd         | Grid | Punten |
| --- | --- | ------------------- | ------------ | ------ | ------------ | ---- | ------ |
| 1   | 52  | James Toseland      | Ducati       | 28     | 41:20.103    | 3    | 25     |
| 2   | 100 | Neil Hodgson        | Ducati       | 28     | +7.416       | 1    | 20     |
| 3   | 9   | Chris Walker        | Ducati       | 28     | +15.314      | 4    | 16     |
| 4   | 55  | Régis Laconi        | Ducati       | 28     | +19.277      | 5    | 13     |
| 5   | 11  | Rubén Xaus          | Ducati       | 28     | +24.228      | 8    | 11     |
| 6   | 99  | Steve Martin        | Ducati       | 28     | +43.648      | 6    | 10     |
| 7   | 33  | Juan Borja          | Ducati       | 28     | +46.868      | 10   | 9      |
| 8   | 31  | Vittorio Iannuzzo   | Suzuki       | 28     | +47.807      | 9    | 8      |
| 9   | 20  | Marco Borciani      | Ducati       | 28     | +48.930      | 13   | 7      |
| 10  | 19  | Lucio Pedercini     | Ducati       | 28     | +1:02.514    | 11   | 6      |
| 11  | 7   | Pierfrancesco Chili | Ducati       | 28     | +1:10.394    | 2    | 5      |
| 12  | 6   | Mauro Sanchini      | Kawasaki     | 28     | +1:12.686    | 14   | 4      |
| 13  | 5   | Ivan Clementi       | Kawasaki     | 28     | +1:13.019    | 15   | 3      |
| 14  | 4   | Troy Corser         | Petronas     | 28     | +1:27.387    | 12   | 2      |
| 15  | 28  | Serafino Foti       | Ducati       | 27     | +1 ronde     | 18   | 1      |
| 16  | 16  | Sergio Fuertes      | Suzuki       | 27     | +1 ronde     | 21   |        |
| 17  | 23  | Jiří Mrkývka        | Ducati       | 27     | +1 ronde     | 20   |        |
| 18  | 91  | Walter Tortoroglio  | Honda        | 27     | +1 ronde     | 19   |        |
| 19  | 36  | Dag Steinar Sundby  | Yamaha       | 27     | +1 ronde     | 22   |        |
| DNF | 10  | Gregorio Lavilla    | Suzuki       | 16     | Uitgevallen  | 7    |        |
| DNF | 35  | Nello Russo         | Ducati       | 16     | Ongeluk      | 17   |        |
| DNF | 15  | Giovanni Bussei     | Yamaha       | 5      | Uitgevallen  | 16   |        |
| DNS | 8   | James Haydon        | Petronas     | 0      | Niet gestart | 23   |        |

## Supersport
| Pos | Nr  | Rijder                   | Constructeur | Rondes | Tijd        | Grid | Punten |
| --- | --- | ------------------------ | ------------ | ------ | ----------- | ---- | ------ |
| 1   | 7   | Chris Vermeulen          | Honda        | 28     | 42:51.384   | 2    | 25     |
| 2   | 3   | Stéphane Chambon         | Suzuki       | 28     | +1.775      | 3    | 20     |
| 3   | 2   | Katsuaki Fujiwara        | Suzuki       | 28     | +2.085      | 5    | 16     |
| 4   | 4   | Jurgen van den Goorbergh | Yamaha       | 28     | +3.936      | 7    | 13     |
| 5   | 23  | Broc Parkes              | Honda        | 28     | +8.438      | 9    | 11     |
| 6   | 17  | Pere Riba                | Kawasaki     | 28     | +8.989      | 6    | 10     |
| 7   | 8   | Jörg Teuchert            | Yamaha       | 28     | +14.973     | 17   | 9      |
| 8   | 93  | Christian Kellner        | Yamaha       | 28     | +20.274     | 16   | 8      |
| 9   | 116 | Sébastien Charpentier    | Honda        | 28     | +24.001     | 4    | 7      |
| 10  | 69  | Gianluca Nannelli        | Yamaha       | 28     | +29.143     | 14   | 6      |
| 11  | 18  | Robert Ulm               | Honda        | 28     | +29.374     | 10   | 5      |
| 12  | 21  | Matthieu Lagrive         | Yamaha       | 28     | +29.474     | 18   | 4      |
| 13  | 28  | Dean Thomas              | Honda        | 28     | +36.099     | 22   | 3      |
| 14  | 86  | Barry Veneman            | Honda        | 28     | +41.521     | 21   | 2      |
| 15  | 31  | Karl Muggeridge          | Honda        | 28     | +47.448     | 1    | 1      |
| 16  | 22  | Stefano Cruciani         | Kawasaki     | 28     | +47.955     | 27   |        |
| 17  | 30  | Michael Laverty          | Honda        | 28     | +51.360     | 28   |        |
| 18  | 90  | Herbert Kaufmann         | Suzuki       | 28     | +52.111     | 26   |        |
| 19  | 82  | Tobias Kirmeier          | Honda        | 28     | +1:19.208   | 24   |        |
| 20  | 11  | Arno Visscher            | Kawasaki     | 27     | +1 ronde    | 29   |        |
| DNF | 9   | Iain MacPherson          | Honda        | 20     | Uitgevallen | 8    |        |
| DNF | 34  | Didier Van Keymeulen     | Kawasaki     | 13     | Ongeluk     | 25   |        |
| DNF | 77  | Thierry van den Bosch    | Yamaha       | 11     | Ongeluk     | 19   |        |
| DNF | 12  | Christophe Cogan         | Honda        | 10     | Uitgevallen | 23   |        |
| DNF | 80  | Kenan Sofuoğlu           | Yamaha       | 7      | Ongeluk     | 20   |        |
| DNF | 15  | Alessio Corradi          | Yamaha       | 4      | Uitgevallen | 12   |        |
| DNF | 71  | Werner Daemen            | Honda        | 3      | Ongeluk     | 11   |        |
| DNF | 1   | Fabien Foret             | Kawasaki     | 3      | Uitgevallen | 13   |        |
| DNF | 16  | Simone Sanna             | Yamaha       | 1      | Ongeluk     | 15   |        |

## Tussenstanden na wedstrijd

### Superbike
| Pos | Nr  | Rijder           | Team   | Punten |
| --- | --- | ---------------- | ------ | ------ |
| 1   | 100 | Neil Hodgson     | Ducati | 245    |
| 2   | 52  | James Toseland   | Ducati | 132    |
| 3   | 11  | Rubén Xaus       | Ducati | 126    |
| 4   | 55  | Régis Laconi     | Ducati | 122    |
| 5   | 10  | Gregorio Lavilla | Suzuki | 111    |

### Supersport
| Pos | Nr | Rijder                   | Team   | Punten |
| --- | -- | ------------------------ | ------ | ------ |
| 1   | 7  | Chris Vermeulen          | Honda  | 106    |
| 2   | 2  | Katsuaki Fujiwara        | Suzuki | 68     |
| 3   | 4  | Jurgen van den Goorbergh | Yamaha | 64     |
| 4   | 3  | Stéphane Chambon         | Suzuki | 62     |
| 5   | 93 | Christian Kellner        | Yamaha | 54     |

1997 · 2000 · 2001 · 2002 · 2003 · 2004